# Szedzsol állomás
Szedzsol (Saejeol)} állomás a szöuli metró 6-os vonalának állomása, mely Unphjong-ku (Eunpyeong-gu) kerületben található.

## Viszonylatok
| 6-os vonal                     | 6-os vonal | 6-os vonal                               |
| ------------------------------ | ---------- | ---------------------------------------- |
| Ungam (Eungam) végállomás felé | 6-os vonal | Csungszan (Jeungsan) Sinne (Sinnae) felé |